# Chuột dũi trụi lông
Chuột dũi trụi lông hay còn gọi là chuột dũi không lông hay chuột dũi hoang mạc (danh pháp hai phần: Heterocephalus glaber) là một loài chuột dũi châu Phi không có lông, phân bố ở vùng Đông của Châu Phi (vùng Sừng châu Phi) đây là loài chuột hầu như không có biểu hiện của sự lão hóa. Chúng sống lâu gấp 09 lần các loài chuột có kích thước tương đương và hiếm khi mắc ung thư. Chuột dũi trụi lông là một trong những loài động vật xấu nhất hành tinh. Cần phân biệt chuột dũi hay con dúi (mole rat) với chuột chũi thuộc họ Talpidae mà tiếng Anh gọi là mole.

## Đặc điểm sinh học
Chuột có lớp da nhăn nhúm màu hồng, trụi lông và hàm răng kiếm, có xúc giác rất nhạy cảm, có thể để thay thế đôi mắt gần như mù của chúng. Là loài có tuổi thọ cao hàng đầu trong họ động vật gặm nhấm và sức khỏe luôn trong tình trạng tốt nhất suốt cuộc đời. Da của chúng không hề có cảm giác gì trước axit hay ớt. Đây là loài động vật có vú máu lạnh duy nhất được biết đến trên trái Đất.
Chuội dũi trụi lông có khả năng loại bỏ những protein bị tổn thương một cách hiệu quả, đồng thời giữ lại những protein ổn định và có chất lượng cao. Nhờ đó mà chúng không mang những biểu hiện thông thường của sự lão hóa như suy giảm chức năng não. Một số nhân tố khác cũng góp phần làm tăng tuổi thọ của loài chuột dũi này phải kể đến nữa là tốc độ trao đổi chất trong cơ thể chúng rất thấp, giúp làm giảm quá trình oxy hóa (quá trình phá huỷ tế bào) Chuột tuy rất bé nhỏ nhưng có thể sống lâu tới 26 năm hoặc hơn nữa, và điều đặc biệt nhất là chúng vẫn có thể sinh sản ở tuổi rất già.

## Tập tính

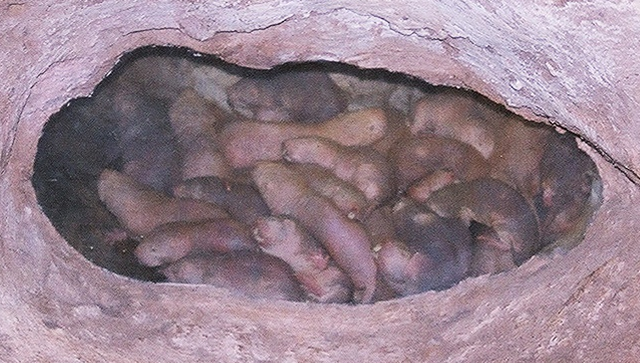
Ổ chuột dũi không lông

Chuột dũi không lông châu Phi có đời sống xã hội phát triển cao gọi là Eusociality (xã hội cao), thường quần cư thành từng đàn lớn trong hang nằm sâu dưới mặt đất và nằm chôn mình dưới đất. Lối sống này giống như một số loài côn trùng như ong, mối,... Đầu đàn của chúng là một chuột dũi chúa và chỉ chuột chúa mới có khả năng sinh sản. Dựa vào số lượng đông, đàn chuột dũi có thể bảo vệ tổ trước sự tấn công của những con vật khác, cho phép cả bầy đàn sống an toàn. Bình quân hằng năm, chuột dũi đầu đàn có thể cho ra đời 100 con và cứ duy trì như vậy cho đến năm nó được ít nhất 20 tuổi.

## Hình ảnh

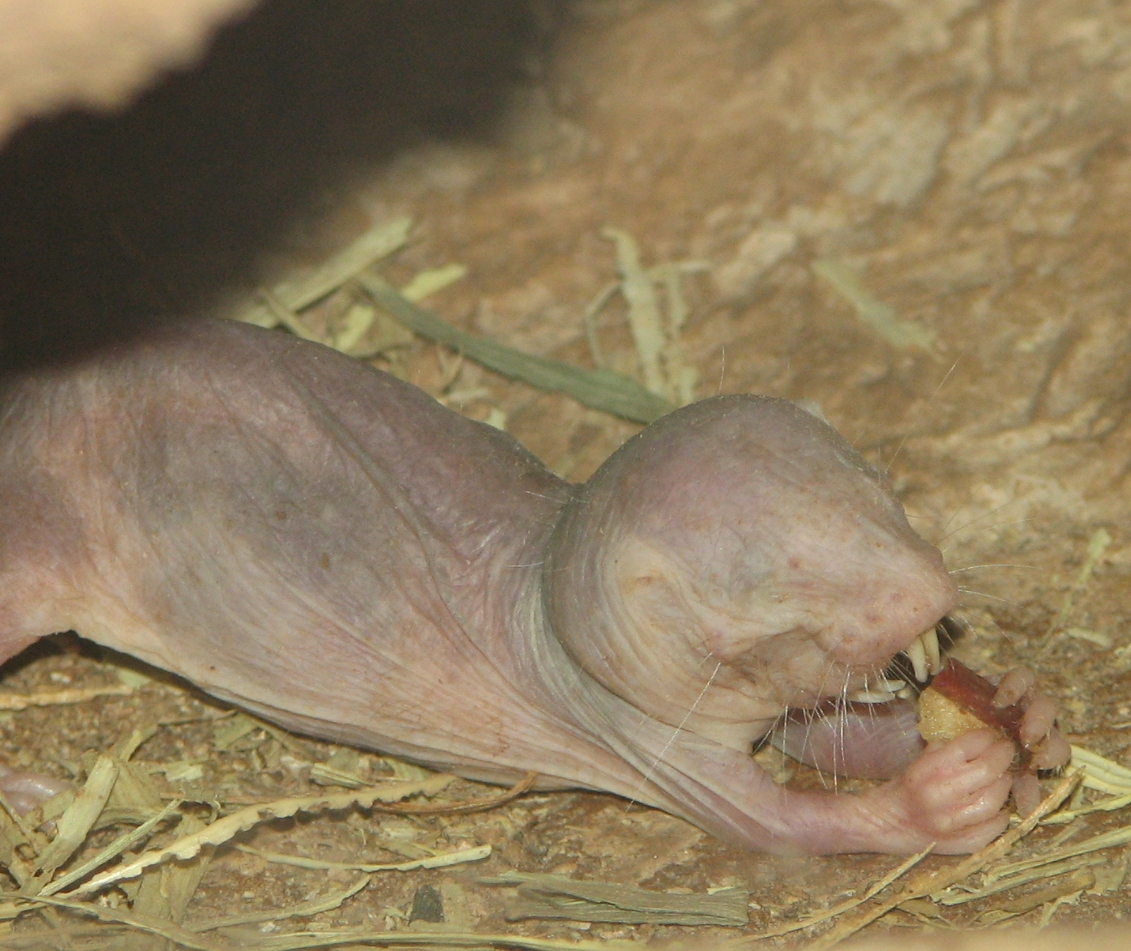
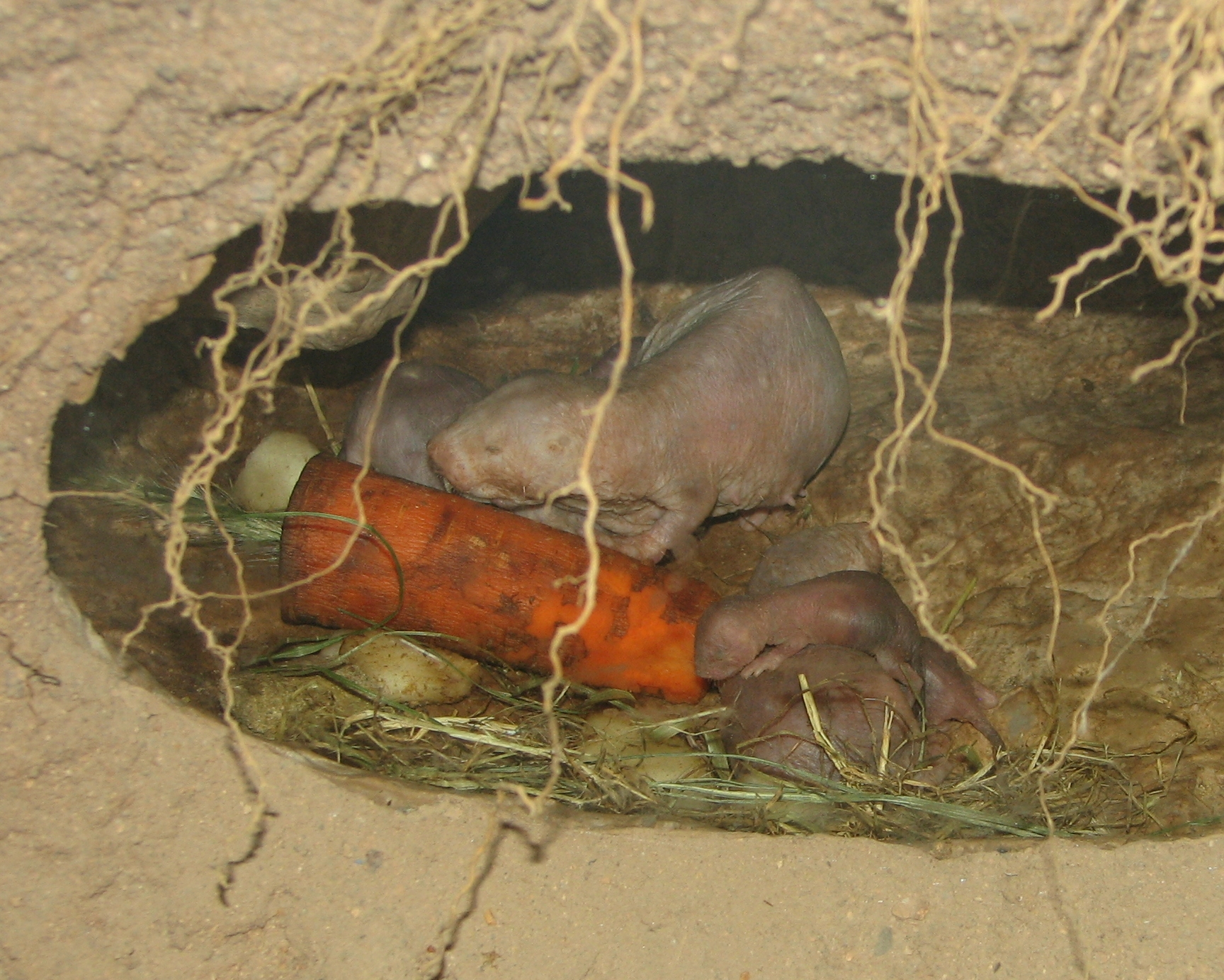
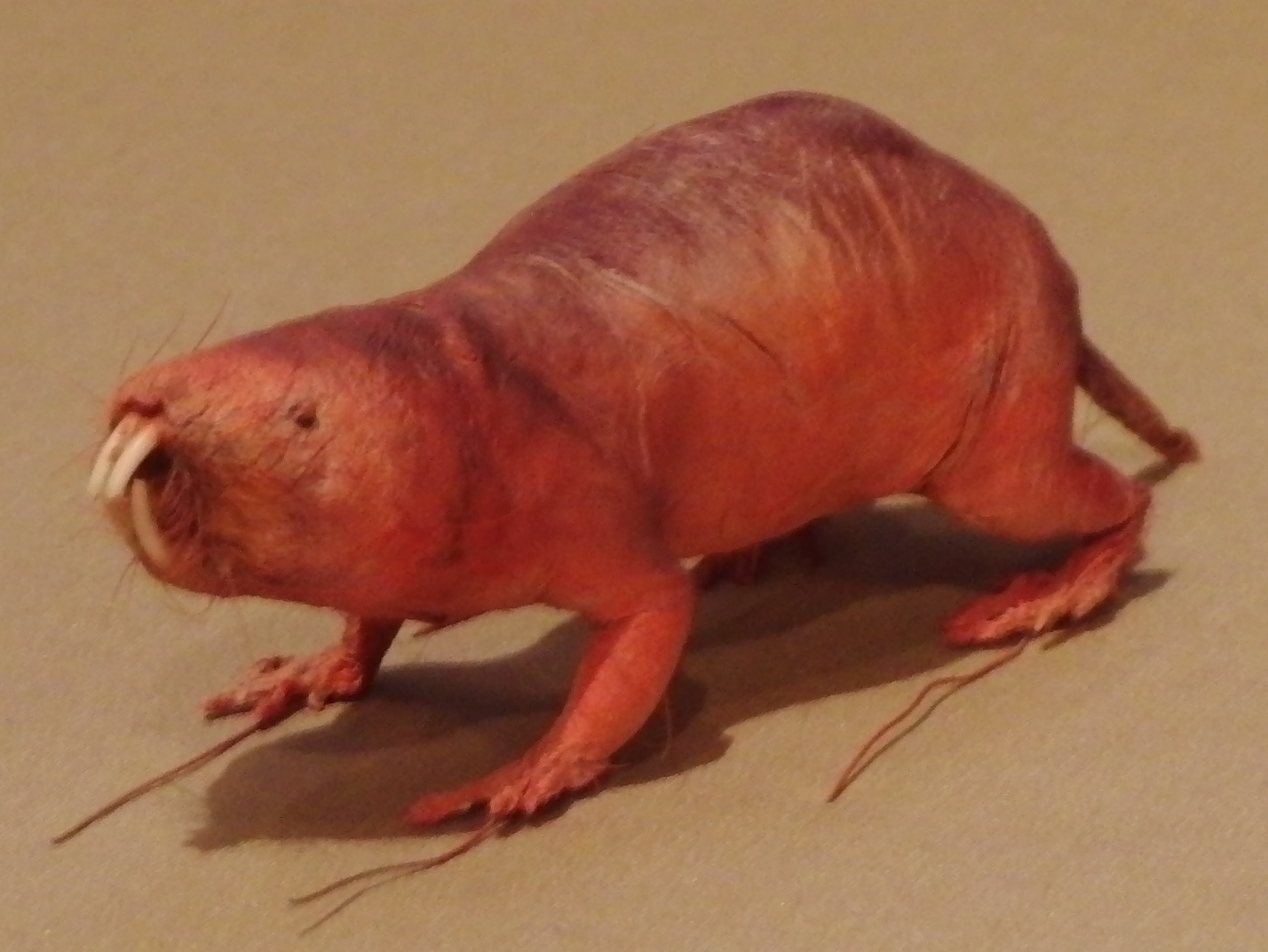
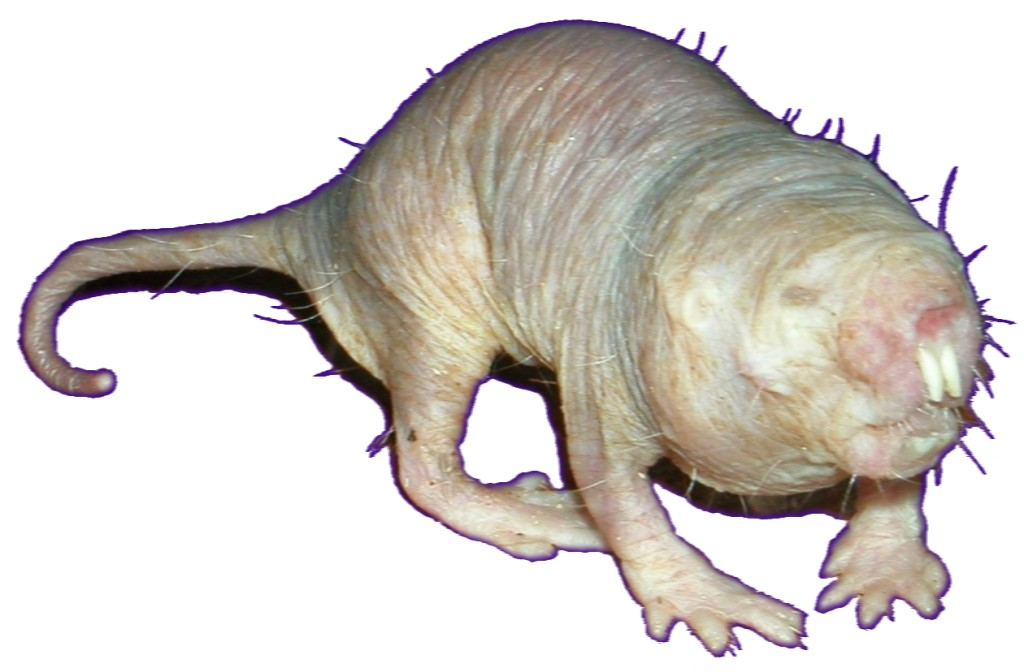